# El viaje de Felicia
El viaje de Felicia (en inglés Felicia's Journey) es una película canadiense dirigida y escrita por Atom Egoyan, estrenada en 1999.

## Sinopsis
Felicia, una adolescente irlandesa, va a Birmingham en busca del muchacho que la ha dejado encinta. Acepta la ayuda de un hombre mayor que parece servicial, pero que oculta grandes secretos.

## Reparto
- Bob Hoskins como Joe Hilditch.
- Arsinée Khanjian como Gala.
- Elaine Cassidy como Felicia.
- Sheila Reid como Iris.
- Nizwar Karanj como Sidney.